# Pirata hiroshii
Pirata hiroshii är en spindelart som beskrevs av Tanaka 1986. Pirata hiroshii ingår i släktet Pirata och familjen vargspindlar. Inga underarter finns listade i Catalogue of Life.